# حادث إطلاق النار في فلم راست
تسبب حادث إطلاق النار الذي وقع في مزرعة بونانزا كريك في مدينة بونانزا في ولاية نيو مكسيكو في 21 أكتوبر 2021، بمقتل المصورة السينمائية هياليانا هاتشينز وإصابة المخرج جويل سوزا من طاقم فيلم راست، عندما أطلق الممثل أليك بالدوين النار من مسدس خلّبي.
حقق مكتب مأمور مقاطعة سانتا في، في الحادث على نطاق واسع، وكذلك المدعي العام الأول للمقاطعة القضائية في نيو مكسيكو، ومكتب نيو مكسيكو للصحة والسلامة المهنية، ومكتب التحقيقات الفيدرالي. أعلن محامي مقاطعة سانتا في، في 19 يناير 2023، أن بالدوين وصانعة الأسلحة هانا غوتيريز ريد سيُتهمان بتهمتين تتعلقان بالقتل غير المتعمد التلقائي، وبتهمتين تتعلقان بالقتل غير العمد. وافق مساعد المخرج الأول ديفيد هولز على الاعتراف بالذنب في تهمة الاستخدام المهمل لسلاح فتاك. اتهم بالدوين في 31 يناير 2023 جنائيًا بتهمتي القتل غير العمد التلقائي، وفي 23 فبراير 2023، أقر بالدوين بأنه غير مذنب.
عُلق إنتاج فيلم راست، وأثار الحادث الحديث عن السلامة المهنية في صناعة السينما، ومعاملة موظفيها، واستخدام البنادق الحقيقية كدعائم.

## خلفية
تصور الكاتب والمخرج جويل سوزا قصة راست مع الممثل والمنتج أليك بالدوين. أُنتج الفيلم الغربي بميزانية صغيرة تراوحت بين 6 و7 ملايين دولار وكان مشروع بالدوين الشغوف به. بيعت حقوق التوزيع الخاصة به بمبلغ 2 مليون دولار خلال مرحلة ما قبل الإنتاج. كان للإنتاج جدول تصوير مدته 21 يومًا، إذ بدأ التصوير في 6 أكتوبر 2021، في مزرعة بونانزا كريك في مدينة بونانزا سيتي بولاية نيو مكسيكو، وهي مدينة أشباح تقع على بعد 13 ميلًا جنوب سانتا في.
كانت هانا غوتيريز ريد المسؤولة عن الإشراف على جميع الأسلحة في موقع التصوير، والمساعدة الرئيسية لممتلكات الإنتاج ومُصنِّعة الأسلحة، وهي ابنة صانع الدروع والصناعي لفترة طويلة ثيل ريد. يعدّ فيلم راست ثاني الأفلام التي تساهم فيها هانا كصانعة أسلحة، وقد اشتكى العديد من أفراد الطاقم في فيلمها الأول ذا أولد واي، من طريقة تعاملها مع الأسلحة النارية، بما في ذلك حادثة أطلقت فيها النار دون سابق إنذار وتسببت في خروج الممثل الرئيسي نيكولاس كيج.
كان ديفيد هولز مساعد المخرج. في أعقاب الحادث، أفاد زملاء سابقون بأن هولز قد تلقّ لشكاوى بشأن سلوكه في حلقتين من مسلسل إنتو ذا دارك، إذ تجاهل بروتوكولات السلامة من خلال تجاهل المخارج المغلقة وممرات سيارات الإطفاء. طُرد هالز في نفس العام من العمل في فيلم فريدومز باث بعد إطلاق النار من سلاح ناري بشكل غير متوقع في موقع التصوير، مما أدى إلى إصابة أحد أفراد الطاقم.
حذر أحد أفراد الطاقم المنتجين في مجموعة الفيلم المستقل ون واي من تجاهل هالز لتدابير السلامة وقال: «هذا الرجل يمثل عبئًا. سوف يقتل شخصًا ما في يوم من الأيام، وستكونون مسؤولين عن ذلك» ومع ذلك، فإن فني التصوير الرقمي للفيلم عارض هذا الادعاء، قائلًا إنه يعرف حرص هولز على السلامة.
ذكرت هوليوود ريبورتر عددًا من الشكاوى التي أثيرت أثناء إنتاج فيلم صعود النمر لعام 2019، والذي شارك فيه أيضًا منتجو راست التنفيذيون رايان دونيل سميث، وألين تشيني، وإميلي هانتر سالفيسون، وريان وينترسترن.

### شكاوى السلامة والإخلاء
بدأ إنتاج راست وسط إضراب محتمل من قبل أعضاء التحالف الدولي لموظفي المسرح المسرحي بسبب ظروف العمل والأجور المنخفضة. أُعلن في 4 أكتوبر أن أعضاء التحالف الدولي لموظفي المسرح المسرحي صوتوا بنسبة 98.68% لصالح الإذن بالإضراب، إذ بلغ إقبال الناخبين 89.66% من الناخبين المؤهلين. دعمت المصورة السينمائية هالينا هاتشينز التحالف الدولي لموظفي المسرح المسرحي، وكتبت في منشور على إنستغرام: «نصطف مع التضامن الدولي مع طاقم التحالف الدولي لموظفي المسرح المسرحي هنا في نيو مكسيكو فيما يتعلق بفيلم راست».
يدعي بعض أفراد الطاقم أن بروتوكولات سلامة الأسلحة النارية لم تُوزع مع أوراق الاستدعاء ولم تُتلى بدقة على المجموعة. زعموا أن طبيبًا كان غائبًا أثناء صنع مجموعات الفيلم. شعر أفراد الطاقم بالضيق، وزعموا وجود نقص في غرف الفنادق المناسبة. زعم أعضاء الطاقم أن المنتجين لم يسمحوا إلا لطاقم نيو مكسيكو المحلي باستئجار غرفة كمجاملة بعد العمل لمدة 13 ساعة «على مدار الساعة».
ادعى البعض أنهم لم يحصلوا سوى على ست ساعات نوم بعد رحلة طويلة إلى المنزل. صرح مصدر مقرب من الإنتاج أن عقد النقابة الخاص بهم يشير إلى توفير فندق في حال كانت مسافة السفر أكثر من 60 ميلًا وأن المنتجين سيوفرون فندقًا للطاقم بعد 13.5 ساعة أو أكثر في المجموعة. زعم المصدر أيضًا أن الفنادق قد وُفرت للطاقم في الأيام التي عملوا فيها من 10 إلى 12 ساعة إذا كان وقت الاستدعاء قبل الساعة 6 صباحًا وانتهى الإنتاج بعد الساعة 7 مساءً.
أفيد أن بعض أفراد الطاقم قد تعرضوا للسخرية بسبب رغبتهم في تجنب رحلة بالسيارة لمدة ساعة واحدة من ألباكركي. ذكر العديد من أفراد الطاقم أيضًا أنهم لم يتلقوا رواتبهم في الوقت المحدد. أضاف أحد أعضاء الطاقم: «لقد استشهدنا بكل شيء بدءًا من عدم الدفع لمدة ثلاثة أسابيع، وأخذ فنادقنا بعيدًا على الرغم من طلبها في صفقاتنا، ونقص الأمان فيما يتعلق بجائحة كوفيد، وعلاوة على ذلك، ضعف السلامة فيما يخص السلاح». ما حصل قبل وقوع الحادثة، أن اثنان من مسدسات الدعم قد أطلقوا في السابق ثلاث مرات عن غير قصد (أطلق مؤدي المشاهد الخطيرة لبالدوين بطريق الخطأ اثنين من الفراغات عندما قيل له أن مسدس الدعم كان «خاويًا»، وأطلقت مسؤولة الدعم في الفيلم النار على قدمها باستخدام رصاصة فارغة).
طُعن في هذه الادعاءات في رسالة موقعة من 24 من أفراد الطاقم. كتب الطاقم في الرسالة أنهم «يعتقدون أن الرواية العامة المحيطة بمأساة مكان العمل لدينا غير كافية ونريد التعبير عن وصف أكثر دقة لتجربتنا. نحن نقر بأنه لا توجد مجموعة مثالية، ومثل أي إنتاج، كان لدى راست نواحٍ من التألق والنواح التي تعرضت لمزيد من التحديات» كما جاء في البيان المشترك. «بينما نقف بحزم مع نقاباتنا وندعم بقوة الكفاح من أجل ظروف عمل أفضل عبر صناعتنا، لا نشعر أن هذه المجموعة كانت تمثيلًا لنوع الظروف التي تقاتل نقاباتنا ضدها».
تدعي الرسالة المفتوحة أن التصوير لم يكن «مكان عمل فوضوي وخطير واستغلالي». استمروا في رسالتهم قائلين إنه: «لسوء الحظ في صناعة السينما، يشيع العمل على إنتاجات غير مهنية أو محمومة لاكتساب الخبرة والاعتمادات. لقد عمل الكثير منا على هذه الأنواع من الإنتاج. لم يكن فيلم راست واحدًا منهم، كان راست من الإنتاجات الاحترافية».
جمع سبعة أعضاء نقابيين من طاقم تصوير الفيلم متعلقاتهم في حوالي الساعة 6:30 صباحًا في 21 أكتوبر معلنين إضرابًا. زعموا بإخبارهم بمغادرة الموقع، مع تهديد أحد المنتجين بالاتصال بالشرطة، وأنه جرى استبدالهم.
قدم شخص مجهول من الطاقم بيانًا لمجموعة ذا وارب، مفاده أن العديد من أفراد الطاقم أخذوا عددًا من البنادق الدعائية في ذلك اليوم، بما في ذلك السلاح الناري المتورط في الحادث، لتمضية الوقت في إطلاق النار على علب البيرة بالذخيرة الحية. أُعيدت المسدسات بعد استراحة الغداء، ولم يتضح إذا ما فُحصت الأسلحة النارية مرة أخرى. صرح محامي مقاطعة سانتا في، في 26 أكتوبر أن هذه المزاعم ما زالت غير مؤكدة.